# Thomas Sadoski
Thomas Sadoski, född 1 juli 1976 i Bethany, Connecticut, är en amerikansk skådespelare.
Sadoski har bland annat medverkat i TV-serierna The Newsroom (2012-2014), Life in Pieces (2015–2019) och The Crowded Room från 2023. Han har även medverkat i filmerna John Wick från 2014 och John Wick: Chapter 2 från 2017.

## Filmografi (i urval)
- 2012-2014: The Newsroom
- 2014: John Wick
- 2015-2019: Life in Pieces
- 2015 – The Slap (TV-serie)
- 2017: John Wick: Chapter 2
- 2023: The Crowded Room